# Abingdon Boys School
Abingdon Boys School (стилизовано: abingdon boys school) јапанска је рок музичка група. Основао ју је 2005. године  јапански певач Таканори Нишикава.
Бенд је добио име по британској независној школи Abingdon School, у Абингдону, Окфордшир, мушкој школи у којој је основана рок група Radiohead.

## Дискографија
Студијски албуми
- Abingdon Boys School (2007)
- Abingdon Road (2010)